# 富士 (白井市)
冨士（ふじ）は、千葉県白井市の大字。郵便番号270-1432。

## 地理
北から東は根、南東は船橋市高野台、南は鎌ケ谷市東鎌ケ谷、西は鎌ケ谷市東初富、北西は鎌ケ谷市初富に隣接している。

### 地価
住宅地の地価は、2014年（平成26年）1月1日の公示地価によれば、冨士字西159番32外の地点で6万5600円/m2となっている。

## 世帯数と人口
2017年（平成29年）10月31日現在の世帯数と人口は以下の通りである。
| 大字 | 世帯数    | 人口    |
| ---- | --------- | ------- |
| 冨士 | 3,669世帯 | 8,777人 |

## 小・中学校の学区
市立小・中学校に通う場合、学区は以下の通りとなる。
| 番地 | 小学校                 | 中学校               |
| ---- | ---------------------- | -------------------- |
| 全域 | 白井市立白井第三小学校 | 白井市立大山口中学校 |

## 施設
- 白井ふじ保育園
- 白井市役所冨士センター
- 印西警察署冨士駐在所
- 白井冨士郵便局
- 八幡神社
- 南園第二公園
- 南園第三公園
- 冨士會館
- 冨士東自治会館
- 栄きた公園
- 栄みどり公園
- 栄みなみ公園
- 冨士広場
- 栄こどもひろば

## 交通

### バス
- 白井市循環バス[6]
  - 東ルート（福祉センター・千葉ニュータウン中央駅ルート）[7][8]
    - （大松） - 58冨士センター - 59第三小学校入口 - 60北総白井病院 - 61ジェミニオート北総前 - 62千葉銀行前 - 63冨士駐在所前 - 64冨士ヤマザキ - 65東武ストア - 66ロジュマン - 67ひょうたん - 58冨士センター - 59第三小学校入口 - 68北総白井病院入口 - （根）

### 道路
- 主要地方道
  - 千葉県道59号市川印西線